# Aérodrome de Pala
L'aérodrome de Pala est un aérodrome d'usage public situé près de Pala dans la région de Mayo-Kebbi Ouest au Tchad.